# معهد تقانة
معهد التقانة أو معهد التكنولوجيا هو مؤسسة تعليم عالي متخصصة في الهندسة والتقانة والعلوم التطبيقية والطبيعية.

## معاهد التقانة مقابل المعاهد المتعددة التقنيات
وُجدت معاهد التقانة والمعاهد المتعددة التقنيات منذ القرن الثامن عشر على الأقل، ولكنها انتشرت بعد الحرب العالمية الثانية مع توسع التعليم الهندسي والتطبيقي، المرتبط بالاحتياجات الجديدة للتحول الصناعي. أسست دائرة محكمة فيينا في شلمسبانيوك بمملكة المجر (حالياً بانسكا شتيفنيتسا، سلوفاكيا) أول مؤسسة تقانية في العالم، وهي برغ-سكولا (تعد جامعة ميسكولك [الإنجليزية] خليفتها القانونية حالياً)، في 1735 من أجل تدريب المتخصصين في تعدين المعادن الثمينة والنحاس وفقاً لمتطلبات الثورة الصناعية في المجر. تعد جامعة براونشفايغ التقنية أقدم معهد للتقانة في ألمانيا، والتي تأسست في 1745 باسم «كلية كارولين». تأسست المدرسة المتعددة التقنيات الفرنسية في 1794. كانت المعاهد المتعددة التقنيات أو التقانية في بعض الحالات عبارة عن مدارس هندسية أو كليات تقنية.
تعتبر معاهد التقانة مؤسسات تعليم عالي مُعتمدة لمنح الدرجات الأكاديمية والدكتوراه في العديد من البلدان، مثل ألمانيا وهولندا وسويسرا وتركيا وتايوان. ومن أبرز هذه الأمثلة؛ جامعة إسطنبول التقنية، والمعهد الاتحادي السويسري للتقانة في زيورخ، وجامعة دلفت للتقانة، والمدرسة العليا التقنية الراينية الوستفالية بآخن، وجامعة تايوان الوطنية للعلوم والتقانة، وكلها تعتبر جامعات.
أما في بلدان مثل إيران وفنلندا وماليزيا والبرتغال وسنغافورة والمملكة المتحدة، فغالباً ما يكون هناك تمييز كبير ومربك بين المعاهد المتعددة التقنيات والجامعات. فمثلاً، نشأ نظام ثنائي للتعليم العالي يتكون من الجامعات (التوجه البحثي) والمعاهد المتعددة التقنيات (الهندسة والعلوم التطبيقية والتوجه المهني) في المملكة المتحدة. تقدم المعاهد المتعددة التقنيات درجات جامعية معادلة بالأساس في مجالات العلوم والتقانة والهندسة والرياضيات من البكالوريوس والماجستير والدكتوراه والتي تحقق مجلس المملكة المتحدة المستقل للجوائز الأكاديمية الوطنية من صحتها وإدارتها على المستوى الوطني. صُنفت المعاهد التقنية في المملكة المتحدة كجامعات مما يعني أنها يمكن أن تمنح درجاتها الخاصة في 1992. وقد انحل هذا المجلس. تأسست أول المدرسة المتعددة التقنيات في المملكة المتحدة، وهي المؤسسة الملكية المتعددة التقنيات (جامعة وستمنستر حالياً)، في 1838 في شارع ريغنت، لندن. يعد مصطلح «معهد التقانة» في أيرلندا، المرادف المفضل لـ«الكلية التقنية الإقليمية» على الرغم من أن الأخير هو المصطلح السليم قانونياً؛ ومع ذلك، كان معهد دبلن للتقانة [الإنجليزية] جامعة في كل شيء باستثناء اسمه حيث يمكنه منح الدرجات وفقاً للقانون؛ وقد فوض معهد كورك للتقانة، ومعاهد التقانة الأخرى السلطة من هيئة الاعتماد الأكاديمي للتعليم العالي لمنح الجوائز بما في ذلك مستوى درجة الماجستير - المستوى 9 ضمن الإطار الوطني للمؤهلات في جمهورية أيرلندا - لجميع مجالات الدراسة ومستوى الدكتوراه في عدد من المجالات الأخرى. أقرت أيرلندا قانون الجامعات التقانية، والذي سمح لعدد من معاهد التقانة بالتحول إلى جامعات تقانية في 2018.
كانت المعاهد المتعددة التقنيات ومعاهد التقانة تختلف تماماً عن بعضها البعض، وكفاءاتها التعليمية وتاريخها التنظيمي في عدد من البلدان، على الرغم من اعتبارها اليوم مؤسسات متشابهة للتعليم العالي في العديد من البلدان. وفي العديد من الحالات، كانت «المعاهد المتعددة التقنيات» جامعات تقانية نخبوية تركز على العلوم التطبيقية والهندسة وقد تكون أيضاً تسمية سابقة لمؤسسة مهنية، قبل منحها الحق الحصري في منح الدرجات الأكاديمية ويمكن تسميتها بالفعل «معهداً للتقانة». إن عدداً من المعاهد المتعددة التقنيات التي تقدم التعليم العالي هي ببساطة نتيجة للترقية الرسمية من دورها الأصلي والتاريخي كمدارس للتعليم التقني المتوسط. في بعض المواقف، نشأت المعاهد المتعددة التقنيات السابقة أو غيرها من المؤسسات غير الجامعية فقط من خلال تغيير إداري للقوانين، والذي غالباً ما تضمن تغيير الاسم مع تقديم تسميات جديدة مثل «معهد التقانة» أو «جامعة متعددة التقنيات» أو «جامعة العلوم التطبيقية [الإنجليزية]» أو «جامعة التقانة» لأغراض التسويق. وقد تسبب ظهور العديد من المعاهد المتعددة التقنيات المتطورة والتعليم المهني السابق والمدارس الفنية التي تحولت إلى مؤسسات أشبه بالجامعات في إثارة القلق حيث أدى الافتقار إلى المهنيين الفنيين المتوسطين المتخصصين إلى نقص المهارات الصناعية في بعض المجالات، كما يرتبط أيضاً بزيادة معدل البطالة بين الخريجين. وهذا هو الحال في الغالب في تلك البلدان، حيث لا يخضع نظام التعليم لسيطرة الدولة ويمكن لأي مؤسسة منح الدرجات العلمية. وقد أظهرت الأدلة أيضاً انخفاضاً في الجودة العامة للتدريس وإعداد الخريجين لمكان العمل، بسبب التحول السريع لتلك المؤسسات الفنية إلى مؤسسات أعلى مستوى أكثر تقدماً. يزعم مينتز وكوتزي وفان دير ميرفي أن جميع الأدوات موجودة لتعزيز المناقشة حول مكانة التقانة في التعليم العالي في العموم وفي جامعات التقانة على وجه الخصوص ويطرحون العديد من الأسئلة للمناقشة.

## وصلات خارجية
- Fitch, Joshua Girling; Garnett, William (1911). "Polytechnic" . In Chisholm, Hugh (ed.). Encyclopædia Britannica (بالإنجليزية) (11th ed.).